# Râul Beșineu, Cibin
Râul Beșineu este un curs de apă, afluent al Râului Mare. Numele râului atestă prezența pecenegilor în această zonă. 